# Labdarúgó-játékvezetés
A labda és a játéktér mellett a játékvezető is a labdarúgás fontos "kelléke", mérkőzés alatt folytatott tevékenységét nevezik játékvezetésnek.
A játékvezetés során a játékvezető feladata, hogy a játékban résztvevők betartsák a szabályokat, ennek fontosságát az is mutatja, hogy az első (avagy annak tartott) magyarországi mérkőzésen természetesen már ott volt a játékvezető is, akkori elnevezésével a bíró. A játékvezető elnevezés meghonosodásához és hivatalossá válásához egy belügyminiszteri rendeletre volt szükség még az 1930-as évek végén, hogy megkülönböztethessék a futballbírókat az igazságszolgáltatás bíráitól.

## A játékvezetés kezdete

### Az angol játékvezetés
Angliában 1880-tól a futball mérkőzéseket pártatlan bírók vezették. 1878-ban Nottinghamben alkalmazták első ízben a játék vezetésénél a sípot. A síp használata nem volt kötelező, a játékvezető leginkább zászlóval irányította a játékot. 1887-ben vezették be kötelezően a síp használatát.
1891-ben bővítették a játékszabályokat és "bevezették" a bíró fogalmát. Az addigi két gólbíró ekkor válik oldalbíróvá. A későbbiek során többször változott a megnevezés (határbíró, taccsbíró, partbíró, segédbíró, partjelző, asszisztens).

### A magyar játékvezetés
Az 1800-as évek közepén Magyarországon még nem is hallottak az angol futballról. A krónikák leírása szerint hazánkban az 1880-as években még nem ismerték fel a futball tömegeket - játékosokat és nézőket - mozgató erejét. Ennek ellenére az 1880-as évtized végére robbanásszerűen terjedni kezdett a labdarúgás. 1882-ben a Pesti Református Főgimnáziumban ún. Szabadtéri Játszó Társaság alakult.
1895-től a Sportvilág című lap folyamatosan foglalkozott az angol, majd a kontinentális labdarúgás híreivel, eredményeivel. Az újságban egymás után megjelentek a sportág szabályismertető kis füzetei, Bély Mihály és Szaffka Manó révén. A tudósításoknak, híreknek köszönhetően egyre nagyobb érdeklődés volt az angol labdarúgó játék iránt és annak az ide-oda pattogó sportszerével történő megismerkedésre.
Hazánkban a modern labdarúgás elterjedése is úgy kezdődött mint minden más játéké. Valaki valakinek elmesélte, bemutatta, leírta, mit látott, mit tapasztalt vagy próbált ki. A szerzett információhoz hozzátartozik a magával ragadó élmény - a játszók és nézők részére egyaránt - és maga a játékszer, a felhőtlen boldogságot okozó guruló, pattogó labda.
Valakinek, valakiknek ismerniük kellett olyan, elfogadott, eleinte íratlan elveket, szabályokat melyek bizonyos keretek között meghatározták a játék menetét, hogy a célt - a labda eljuttatását valahova - az adott csoport, később csapat ezen korlátok között elérhesse. A labdarúgó játék történetéhez hozzátartozik a játékszabályok ismerője, a játék vezetője, aki jól ismeri az íratlan szabályokat és képes volt - esetenként testi épségét is veszélyeztetve - viták esetén útmutatást adni. Hiába történt egy-egy játék - még nem nevezhetjük mérkőzésnek, legfeljebb küzdelemnek - előtt szabályismertető, a hevület, az önfeledt öröm, a nyerni akarás miatti testi erő alkalmazása esetenként lelkes tömegverekedéssé alakult.
Mivel a szabályok leginkább szájhagyomány vagy a megszerzett egyéni tapasztalatok alapján terjedt, így hol itt, hol ott maradt el valami lényeges meghatározás, de a fő elv az örömteli játék változatlanul jelen volt. Az évszázadok forgatagában a labdajátékokban előforduló hevességeket, indulatokat lassan kezdték - tiltani (ami igazán sohasem sikerült) - szabályozni, írott formában rögzíteni. A szükségtelen károkozások elkerülése érdekében a játékot egyre jobban kiszorították a lakott területekről a mezőre, vásárterekre.
A kor igényét figyelembe véve Harry Perry a Magyar Athlétikai Club (MAC) atlétáinak angol trénere nem csak angol labdát hozatott, hanem angol szabálykönyvet, sípot és azon ismereteit bocsátotta a köz rendelkezésére, amelyek a játékosok cipőjére, megkülönböztető öltözetére vonatkoztak. A MAC alelnökének engedélye folytán Perry a - Sportvilág - szerkesztőjének közreműködése mellett az Orczy-kertben, a Ludovika-akadémia tanárait és növendékeit tanítják már egy hónapja erre a rendkívül érdekes és szórakoztató játékra, rövid heteken belül most már a MAC tagjai, sportolói is nagy kedvel megkezdték tanulni a labdarúgást. Perry működése után pár hónappal, 1895. december 8-án, a hagyományos téli sportviadal programján: atlétika, műkerékpározás, birkózás, ökölvívás, valamint futballjáték bemutatása szerepelt.
Hogy ki fújta meg az első bírói sípot Magyarországon? Szaffka Manó vagy Harry Perry? Történelmi leírások szerint Harry Perry volt az első tényleges játékvezető, aki nyilvánosság előtt mérkőzést irányított. A játékszabályokkal, a labdával történő játék alapismereteivel anyanyelvi szinten rendelkezett, ismerte és tudta, hogy a síp nélkülözhetetlen eszköze a játék irányításának. Érdekesség, hogy bár a labdarúgást Magyarországon az 1970-es évekig kizárólag a férfiak sportjának tartották, az első női játékvezető Németh Vilmosné, aki civil foglalkozása szerint rendőr volt, 1947-ben tette le a játékvezetői vizsgát, és vezette első mérkőzését a mezítlábas labdarúgó-bajnokságon. A kor szellemének megfelelően azonban csak megyei szinten tevékenykedhetett.
Amikor a labdarúgás egy-egy európai országban, majd tért hódítva Európában elindult útjára, egyúttal a játékvezetést is - a dolgok természetéből kifolyólag - elindította pályáján. Eleinte, sok helyen még nem voltak írott (angolból fordított, aktualizált) szabályok, nem voltak képzett játékvezetők, csak a játszó közösség által elismert vezető képességű személyek, akik általában - maguk is labdarúgók - önként vállalták, hogy önmagukat kizárva a közvetlen játékból, eleinte kívülről - később a játéktéren - követik figyelemmel az eseményeket és ha kellett közbeavatkoztak.
A következő év végén, 1896. november 1-én, az addig Angliában élő - a Millenáris Sportpályán kiállítás után [nagy sikere volt a japán pavilon megalkotásával] követően itthon marad -, magyar származású Löwenrosen Károly, a népszerű Charly Angliából küldetett magának valódi futball-labdát. Az ördöngös játékszer már a vámházban nagy feltűnést keltett és 11 pengő vámmal sújtották. Ezt a súlyos terhet a gépgyári munkások közadakozásából vállalták, és a csodaszerszámot még aznap este elvitték a Törekvés dalárdájába. Alighogy elmagyarázta Charly a futball természetét, máris elhatározták, hogy másnap, Mindszentek napján mérkőzést rendeznek. A küzdelem a mai MTK pálya helyén, a Pékerdő egyik tisztásán folyt le bekecsben és jól megvasalt csizmákban. A játékosok közül az akkor még ifjú Winkler, pékerdői kocsmáros vált ki aktivitásával, főként az ő számlájára írandó, hogy a játék eredménye (3:0) volt a Rókus-kórház javára, ugyanis három lábtörés következett be. Ezen a jelen levő asszonyok annyira felháborodtak, hogy a játékvezetőt - a tudósítások szerinti második magyar játékvezető - Charlyt halálra keresték - nem találták -, ezért a labdát ünnepélyesen fölkoncolták.
1896. december 12-én a Budapesti Torna Club (BTC) tornacsarnokában lázas izgalommal vártak egy bőrlabdát, amely egyenesen Angliából érkezett, s amelyet kéz nem érinthetett, csak lábbal volt szabad irányítani. Stobbe Ferenc az akkori Sportvilág főszerkesztője, minden újdonság iránt forrón lelkesedő neves sportújságíró, barátjának Ray Rezső építésznek Svájc-ban tanuló fiát kérte meg, hogy a karácsonyi vakációra hozzon magával egy igazi angol futball-labdát. Ray Ferenc a gyerek az ottani internátusban ismerkedett meg – az angol ifjak révén – azzal a játékkal, amely meghódítja majd a világot. A labda megérkezett, s amikor bedobták a terem közepére, pillanatok alatt parázs hangulat teremtődött. A kerek bőr csatát nyert! Az ifjak közül Iszer Károly, Hajós Alfréd, Malaky János, Stobbe Ferenc, Harsády József, Weisz István, a három Sturza-fivér és Coray Rezső rugdalták a labdát. A későbbiek során megalakult csapatnak a példás fegyelmére jellemző, hogy a játékosok nemcsak egyformán öltözködtek, de még a frizurájuk is ugyanaz volt.

## Magyarországi profi sport kezdetei
A hazai csapatok egymás elleni mérkőzéseit túlnyomó többségében az angol Yolland Artur Magyarország-on tevékenykedő nyelvész, egyetemi tanár, játékos, edző vezette.
Az első nemzetközi mérkőzést a Millenáris Sportpályán, 1897. október 31-én, a Budapesti Torna Club (BTC)–Vienna Cricket and Football-Club (osztrák) csapatok játszották, amelyen az angol származású John Lewis bíráskodott. A bírónak W. Mengitt /Cricket/ és Papp Béla /BTC/, mint határbírák és A. Cooper /Cricket/ és Gabona Károly /BTC/, mint gólbírák segédkeztek. Akkor még nem voltak kapuhálók, és a gólbírók döntötték el, túljutott-e a labda a kapuvonalon, vagy sem, a kapulécen belül vagy kívül, fölötte vagy alatta ment-e el a labda.

## Játékvezetői vizsga feltételei
Játékvezetőnek egyedi illetve felhívás (reklám) útján lehet jelentkezni. Tanfolyamokat, meghatározott feltételek mellett (Magyarországon) a megyei Labdarúgó-szövetségek indítanak. Tanfolyamra, évente egy alkalommal (a téli, labdarúgó fordulók nélküli időben) kerül sor (szükség esetén a nyári, labdarúgó fordulók nélküli időben). A tanfolyam ideje általában három hónap, ahol tapasztalatokkal rendelkező előadók ismertetik, értelmezik a szabálypontokat. Ismertetésre kerülnek a játékvezetéshez kapcsolódó ismeretek (pl. jegyzőkönyv vezetése, az aktuális versenykiírásban meghatározottak, stb.).A tanfolyam végén elméleti illetve fizikai (leginkább vezetéstechnikai) vizsgát tesznek a hallgatók. Az eredményes vizsgát tett játékvezetőnek jelentkezőknek vállalniuk kell, hogy a működéshez szükséges feltételekkel rendelkeznek. Érvényes sportorvosi igazolás, játékvezetői formaruha és kiegészítők, nyilatkozat a működtetés (mikor ér rá) időszakára. Nyilatkozat, hogy játékvezetői vagy asszisztensi működtetést vállal.

## Magasabb osztályba jutás feltételei
A játékvezetői vizsgát követően a hallgatók, először a megye által működtetett mérkőzésekre (ifjúsági, utánpótlás - asszisztensként) kapnak küldést. Majd az ifjúsági osztályba bíróként, felnőtt kategóriában (megyei osztály) asszisztensként tevékenykednek. A megyei JB ellenőrei (tapasztal játékvezetők) rendszeresen megnézik a játékvezetők, asszisztensek szakmai munkáját. Azok a játékvezetők, akik tevékenységük során igazolják rátermettségüket, lehetőséget kapnak játékvezetőként (megyei osztály) működni. Általános gyakorlatnak megfelelően ez egy félévet vesz igénybe. A Magyar Labdarúgó Szövetség Megyei Igazgatóságai minden év végén, a tavaszi szezon végén lehetőséget biztosítanak a magasabb minősítésű osztályba (megyei II. o.) illetve I. o)-ba kerülésre. A minőségi osztályokban a küldési rendszer felváltott (asszisztens, játékvezető) pozícióba foglalkoztatja a sportembereket. Az 1993-as FIFA irányelvnek megfelelően ezekben az osztályokban kezdődik a szakosodás, valaki játékvezető marad, mások az asszisztensi szolgálatot választják. Az MLSZ JB elvárása szerint az oktatás tekintetében a képzés, továbbképzés is szakosodik. Az MLSZ JB az NB III osztály asszisztenseit, játékvezetőit a megyei JB-k felterjesztéséből választja (elméleti és fizikai teszt, valamint működési rátermettség). Az NB III osztályba igyekszenek olyan asszisztenseket, játékvezetőket foglalkoztatni, akik rendelkeznek vagy a közeljövőben (egyetemi diploma) rendelkezni fognak valamilyen (a FIFA által megjelölt nyelvek: spanyol, angol, francia vagy német) nyelvvizsgával. Az MLSZ JB az NB III osztály játékvezetői közül tölti fel az NB II-őt, az NB II-ből az NB I-et. A FIFA JB előírja a nemzetközi játékvezető alapvető követelményeit (korhatár, egészségi állapot, mérkőzésszám, beszélt nyelv). 2014 év végén az MLSZ, az MLSZ JB javaslata alapján férfi kategóriában 7 főt játékvezetőnek, 14 főt asszisztensnek terjesztett fel. Amennyiben a FIFA JB elfogadja a felterjesztést, akkor a nemzetközi foglalkoztatásról, ellenőrzésről már maga gondoskodik. Az Európai Labdarúgó-szövetség (UEFA) által szervezett mérkőzésekre az UEFA JB küldi a FIFA minősítésű játékvezetőket, asszisztenseket. A FIFA JB három kategóriába sorolja a nemzeti játékvezetőket, foglalkoztatásuk is ennek megfelelően történik.

## FIFA JB követelmények, irányelvek
Az MLSZ (JB) minősítésével lehet NB III-as, NB II-es, illetve NB I-es a játékvezető. A FIFA és az MLSZ közötti megállapodás alapján az MLSZ JB, minden évben felterjeszthet nemzetközi bírókat, pozíciójukban megerősíthet, illetve visszahívhat (cserélhet). A FIFA 1968. évi körlevele szerint, az UEFA keretében 6, a FIFA névsorában 3 hónap után lehet változtatni a játékvezetőt. A FIFA JB minden évben különböző szakmai szempontok alapján eldönti, hogy melyik tagszövetség hány játékvezetőt jelölhet. 1992-től a 7 fő FIFA játékvezető mellé 7 fő asszisztens nevét is fel kell terjeszteni Magyarországnak. 2016-ra a következő szakágakban lehetett felterjesztést tenni: nagypálya (férfiak 7 fő játékvezető; nők: 3 fő játékvezető; asszisztensek férfiak 11 fő, nők 4 fő), futsal (férfiak 2 fő; nők 0 fő), strandfoci (férfiak 2 fő; nők 0 fő). 1958-ban a FIFA JB kezdeményezte, hogy állandó nemzeti hármasok alakuljanak ki, elősegítve a nemzetközi szolgálat zavartalanságát. Nemzetek közötti mérkőzést két olyan játékvezetőnek kell vezetnie, aki a FIFA JB jegyzékén szerepel. A fő játékvezető mellett a másik az 1. számú partjelző (FIFA minősítés), a 2. számú partjelző az ország legmagasabb keretéből kerülhet ki. 1966-tól a FIFA bevezette a tartalék játékvezető illetve a negyedik játékvezető gyakorlatát. 2009-től az UEFA JB félévente sorolja osztályokba a nemzetközi játékvezetőket.
A FIFA JB névjegyzékébe való bekerülésnek számos feltétele van:
- csak egy keretben lehet egy bírót nevezni (továbbra sem lehet két keretben FIFA-tag),
- azok a tagszövetségek, amelyeknek nincsen szervezett bajnoksága az adott szakágban, az nem jelölhet a FIFA-listára játékvezetőt,
- nemzetközi szintre, FIFA-kerettagság, az játékvezető nevezhető, aki megfelel a FIFA JB követelményeinek, valamint az MLSZ JB december 1-ig az MLSZ Nemzetközi Osztályán keresztül hivatalosan felterjesztette,
- a jelöltnek nem lehet hivatalos funkciója a nemzeti szövetség végrehajtó bizottságában, játékvezetői bizottságában vagy nem lehet bármely labdarúgó egyesület tagja, vagy bármely konföderáció vagy a FIFA tagja,
- a javasolt játékvezető életkora december 31-én legalább 25, de nem több, mint 50 év. 2015-től a nemzetközi asszisztens életkora legalább 23 év.
  - 1960-ban a FIFA JB 50 évben, 1965-től 45 évben, 1976-tól 50 évben, 1994-től 45 évben határozta meg a nemzetközi labdarúgó-játékvezetők felső korhatárát. 2015-től nincs felső korhatár. 45 év felett fenntartja a jogot a FIFA, hogy további orvosi ellenőrzéseket, fitnesz teszteket végezzen.
- a jelöltnek az NB I-ben legalább 2 éves aktív (mérkőzést kell vezetnie, asszisztensként működnie) tagsággal kell rendelkeznie,
- 1963. október 1-től csak az kaphat FIFA jelvényt, aki legalább 2 éve szerepel a nemzetközi jegyzékben és legalább 2 nemzetek közötti mérkőzést vezetett (sportdiplomácia),
- a FIFA JB fenntartja magának azt a jogot, hogy a névjegyzékben szereplő játékvezetőket foglalkoztatja, vagy sem. Azok a nemzetközi játékvezetők akik egy (angolt) vagy több nyelvet beszélnek, leginkább ők vannak foglalkoztatva a nemzetközi porondon.
- a FIFA JB fenntartja a jogot arra, hogy felfüggessze vagy megszüntesse bármely nemzetközi játékvezető, asszisztens, futsal játékvezető vagy strand foci játékvezető tagságát (középszerűség, fegyelmezetlenség vagy bármely más igazolható ok miatt),
- a FIFA JB fenntartja a jogot arra, hogy a névsorba felterjesztett játékvezetőket rangsorolja,
- nemzetközi játékvezetők kötelesek alávetni magukat a szabályismereti, mind az orvosi, valamint a fizikai képességvizsgálatnak,
- 1976-tól FIFA játékvezetőinek minden nemzetek közötti A és B mérkőzés után, 48 órán belül el kell küldeniök a kék színű hivatalos jelentésüket a FIFA címére. A jelentést FIFA JB központi nyelvein - német, angol, spanyol vagy francia - kell elkészíteni. Az érvényesüléshez szakmailag tudni kell kommunikálni, jegyzőkönyvet írni, ellenőrrel megértetni magát.
- mihelyt egy játékvezető a szabályzat előírt feltételeit teljesítette, a FIFA főtitkára minden további nélkül megküldi a nemzetközi játékvezetői jelvényt,
- a nemzetközi játékvezetői jelvény szigorúan egyéni jellegű, az másra át nem ruházható. A FIFA -keret játékvezetőjének minden mérkőzésén a FIFA jelvényét kell viselnie. A FIFA határozata a játékvezetői jelvény odaítélésekor - végleges.
- a FIFA minden névjegyzékébe rögzített játékvezető január 1-től, a küldött mérkőzésen hivatalosan tevékenykedhet.

## Külső hivatkozások
- - FIFA névjegyzék. fifa.com. [2015. szeptember 5-i dátummal az eredetiből archiválva]. (Hozzáférés: 2016. május 30.)